# Notommata weberi
Notommata weberi är en hjuldjursart som beskrevs av Voigt 1957. Notommata weberi ingår i släktet Notommata och familjen Notommatidae. Inga underarter finns listade i Catalogue of Life.